# Portugal op het Eurovisiesongfestival 1981
Portugal nam deel aan het Eurovisiesongfestival 1981 in Dublin, Ierland. Het was de 18de deelname van het land op het Eurovisiesongfestival. De selectie verliep via het jaarlijkse Festival da Canção, waarvan de finale plaatsvond op 7 maart 1981. De RTP was verantwoordelijk voor de Portugese bijdrage voor de editie van 1981.

## Selectieprocedure
Net zoals de voorbije jaren werd ook dit jaar de kandidaat gekozen via het jaarlijkse Festival da Canção. De finale vond plaats op 7 maart 1981.
In totaal deden er 12 liedjes mee aan deze finale.
Finale
| Volgorde | Artiest                                | Lied                           | Punten | Plaats |
| -------- | -------------------------------------- | ------------------------------ | ------ | ------ |
| 1        | Carlos Paião                           | Playback                       | 203    | 1ste   |
| 2        | José Cid                               | Morrer de amor por ti          | 165    | 2de    |
| 3        | Maria Guinot                           | Um adeus, um recomeço          | 133    | 3de    |
| 4        | Doce                                   | Ali-Bábá, um homem das Arábias | 128    | 4de    |
| 5        | Bric-À-Brac                            | Daqui deste país               | 123    | 5de    |
| 6        | Samuel                                 | Tempo de partir                | 117    | 6de    |
| 7        | Joana & Pedro                          | Amar em Agosto                 | 110    | 7de    |
| 8        | Cocktail                               | Vem esquecer o passado         | 103    | 8ste   |
| 9        | António Branco                         | Tanto e tão pouco              | 71     | 9de    |
| 10       | Carlos Alberto Moniz & Maria do Amparo | Olá rapariga, olá              | 68     | 10de   |
| 11       | Zélia Rodrigues                        | Foste o mar                    | 50     | 11de   |
| 12       | Zélia Lopes                            | Manhã do meu sonho             | 8      | 12de   |

## In Dublin
In Dublin moest Portugal optreden als 15de net na het Verenigd Koninkrijk en voor België.
Na de puntentelling bleek dat Portugal 18de was geëindigd met een totaal van 9 punten. 
Nederland en België hadden geen punten over voor deze inzending.

### Gekregen punten

#### Finale
| 12 punten | 10 punten | 8 punten    | 7 punten | 6 punten      |
| --------- | --------- | ----------- | -------- | ------------- |
|           |           | - Duitsland |          |               |
| 5 punten  | 4 punten  | 3 punten    | 2 punten | 1 punt        |
|           |           |             |          | - Griekenland |

### Punten gegeven door Portugal

#### Finale
Punten gegeven in de finale:
| 12 punten | Duitsland           |
| 10 punten | Frankrijk           |
| 8 punten  | Zwitserland         |
| 7 punten  | Nederland           |
| 6 punten  | Verenigd Koninkrijk |
| 5 punten  | Israël              |
| 4 punten  | Luxemburg           |
| 3 punten  | Spanje              |
| 2 punten  | Denemarken          |
| 1 punt    | Finland             |

1964 · 1965 · 1966 · 1967 · 1968 · 1969 · 1970 · 1971 · 1972 · 1973 · 1974 · 1975 · 1976 · 1977 · 1978 · 1979 · 1980 · 1981 · 1982 · 1983 · 1984 · 1985 · 1986 · 1987 · 1988 · 1989 · 1990 · 1991 · 1992 · 1993 · 1994 · 1995 · 1996 · 1997 · 1998 · 1999 · 2000 · 2001 · 2002 · 2003 · 2004 · 2005 · 2006 · 2007 · 2008 · 2009 · 2010 · 2011 · 2012 · 2013 · 2014 · 2015 · 2016 · 2017 · 2018 · 2019 · 2020 · 2021 · 2022 · 2023 · 2024 · 2025